# Potthastia iberica
Potthastia iberica är en tvåvingeart som beskrevs av Serra-tosio 1971. Potthastia iberica ingår i släktet Potthastia och familjen fjädermyggor. Inga underarter finns listade i Catalogue of Life.